# Banco Macro
Banco Macro S.A. — один из основных системообразующих аргентинских банков со штаб-квартирой в городе Буэнос-Айрес. Банк был основан в 1976 году и является крупнейшим коммерческим частным банком Аргентины с участием национального капитала. Занимает одно из ведущих мест по показателям рентабельности. По основным финансовым показателям занимает 6-е место в Аргентине (на 2007).
Акции банка обращаются на биржах Буэнос-Айреса и NYSE.
Сотрудничает с финансовыми компаниями России.

## Галерея
- Edificio Británico — здание отделения банка в Буэнос-Айресе
- Отделение банка в Хунине